# Tom Poyet
Tom Poyet, né le 29 novembre 1999 à Nîmes, est un handballeur français évoluant au poste de pivot à l'USAM Nîmes Gard.

## Biographie
À l'âge de six ans, Poyet commence à jouer au handball dans le club phare de sa ville : l'USAM Nîmes Gard. Après avoir évolué dans toutes les catégories de jeunes du club gardois, il intègre le pôle espoir de Nîmes. Il rejoint le centre de formation de l'USAM en 2017 et évolue régulièrement avec l'équipe réserve.
Ses débuts en professionnel sont effectués face au Montpellier Handball lors d'une rencontre de Lidl Starligue en octobre 2016. Après plusieurs apparitions en équipe première, il est prêté au Valence Handball (Proligue) lors de la saison 2019-2020 afin de gagner du temps de jeu en professionnel. Sa progression est cependant freinée à la suite d'une blessure au ménisque en mars 2020 qui le contraint à stopper sa saison.
En octobre 2020, il est victime d'une rupture du tendon d'Achille. Après une longue rééducation, il effectue son retour à la fin de la saison 2020-2021 avec l'équipe première de l'USAM. En janvier 2023, il signe une prolongation de trois ans avec son club formateur.
En parallèle, il connaît plusieurs sélections en équipe de France des moins de 19 ans et 21 ans. Il fait notamment partie de l'équipe championne du monde junior en 2019.

## Palmarès

### En équipes de France
Équipes de France jeunes et junior
- Médaille d'argent au championnat d'Europe des -20 ans en 2018
- Médaille d'or au championnat du monde junior en 2019